# Lene Espersen
Lene Espersen, née le 26 septembre 1965 à Hirtshals (Danemark), est une femme politique danoise membre du Parti populaire conservateur (KF), qu'elle préside de septembre 2008 à janvier 2011.
Sous les gouvernements d'Anders Fogh Rasmussen et de Lars Løkke Rasmussen de 2001 à 2011, elle est successivement ministre de la Justice, ministre de l'Économie et du Commerce, et ministre des Affaires étrangères.

## Éléments personnels

### Formation
Après avoir obtenu son diplôme d'enseignement secondaire dans un lycée au Canada, elle entre à l'université d'Aarhus en 1984 afin d'y étudier les sciences économiques, dont elle obtient une maîtrise six ans plus tard.

### Carrière
En 1991, elle commence à travailler comme analyste de marché chez Aarhus Stiftsbogtrykkeri. Elle est embauchée un an plus tard par Bankernes EDB Central, basé à Roskilde et obtient un poste de designer, qu'elle quitte en 1994.

### Famille
Elle est la fille de l'armateur Ole Peter Espersen et de la comptable Inger Tanggaard Espersen. En 1999, elle a épousé David Feltmann, et le couple a eu depuis deux enfants : Robert, né en 2001, et Marcus, venu au monde deux ans plus tard.

## Parcours politique

### Une étudiante engagée
Elle est élue au conseil du département d'économie de l'Université d'Aarhus en 1985, puis désignée vice-présidente des Étudiants conservateurs danois l'année suivante. Elle renonce à ces fonctions en 1989 et 1988 respectivement.

### De l'échec aux européennes au Parlement danois
Engagée au sein du Parti populaire conservateur, elle est candidate sur la liste du parti aux élections européennes de juin 1994 mais ne remporte pas de siège.
Elle est élue députée au Folketing pour la première fois dans la circonscription du Jutland du Nord lors des élections législatives de septembre 1994. Elle est réélue pour un second mandat à l'occasion des élections législatives de mars 1998. En 1999, elle devient la porte-parole politique du groupe parlementaire conservateur.

### Ministre de la Justice
Elle est réélue députée pour un troisième mandat lors des élections législatives du 20 novembre 2001, qui marquent la victoire du bloc de droite. Le 27 novembre, elle est nommée ministre de la Justice dans le gouvernement minoritaire de coalition formé par le Premier ministre libéral Anders Fogh Rasmussen.
En 2003, elle défend un projet de loi dite "Rocker" contre le crime organisé. Le texte, qui prévoit l'utilisation d'agents infiltrés, des procédures judiciaires dans lesquelles certains éléments pourraient ne pas être révélés à la défense ou la possibilité pour la police de témoigner sous fausse identité, suscite des critiques publiques de la part d'associations d'avocats et de juges. Il est toutefois adopté à une large majorité par le Folketing le 4 juin, l'opposition sociale-démocrate s'étant joint à la majorité pour soutenir le projet,.
Après sa réélection comme députée lors des élections législatives de février 2005, elle est reconduite comme ministre de la Justice dans le deuxième gouvernement d'Anders Fogh Rasmussen,. 
En 2006, elle fait voter à une large majorité du Folketing un projet de réforme de la police. Dans les années qui suivent, sa mise en œuvre de la réforme jugée peu transparente fait toutefois l'objet de lourdes critiques, de l'opposition sociale-démocrate comme du Parti populaire danois, un parti soutenant le gouvernement,.
En septembre 2006, elle renverse une femme de 31 ans sur une mobylette, qui est alors blessée au genou. Son immunité parlementaire est levée par le Folketing en novembre, et elle est condamnée à une amende de 1500 couronnes danoises en décembre,.
Elle est réélue pour un cinquième mandat lors des élections législatives anticipées de novembre 2007, à l'issue desquelles elle est de nouveau nommée comme ministre de la Justice dans le nouveau gouvernement d'Anders Fogh Rasmussen,.
En mars 2008, elle présente un projet de loi visant à durcir la législation sur les armes. Le texte prévoit notamment de transformer la peine pour possession illégale d'une arme blanche, d'une amende jusqu'alors à une peine de prison de sept jours. Le texte est adopté le 12 juin.

### Ministre de l'Économie et du Commerce
Le 9 septembre 2008, le président du Parti populaire conservateur, Bendt Bendtsen, annonce sa démission et Lene Espersen est élue par le groupe parlementaire pour lui succéder. Le lendemain, elle le remplace également ds ses fonctions de ministre de l'Économie et du Commerce. Elle est ensuite élue présidente du parti quelques semaines plus tard par les adhérents.
Sa nomination au ministère de l'Économie et du commerce intervient au début de la crise bancaire et financière mondiale. Elle porte alors deux projets de soutien au secteur bancaire danois, adoptés par le Folketing respectivement en octobre 2008 et février 2009,.
Elle est maintenue à son poste par Lars Løkke Rasmussen quand celui-ci remplace Anders Fogh Rasmussen comme Premier ministre le 5 avril 2009. 

### Ministre des Affaires étrangères
Le 23 février 2010, à l'occasion d'un large remaniement ministériel, elle est nommée ministre des Affaires étrangères, et devient alors la première femme à prendre la tête de la diplomatie danoise.
Les mois suivant sont entrée en fonction sont marqués par plusieurs polémiques au sujet de ses vacances privées, qui lui ont fait manquer plusieurs rendez-vous diplomatiques. Sa côte de popularité, mesurée à 61 % en mars 2010, s'effondre à seulement 27 % en juillet.
Bien que le Parti populaire conservateur traverse une période difficile en étant crédité que de 6 % d'intentions de vote dans les enquêtes d'opinion (contre plus de 10 % aux dernières élections), Lene Espersen est réélue sans adversaire à sa présidence lors du congrès du parti en octobre 2010. Toutefois, la contestation interne de son leadership s'intensifie dans les semaines à venir, et des personnalités comme Lars Barfoed ou Brian Mikkelsen sont mentionnés comme de potentiels successeurs. Le 13 janvier 2011, elle annonce sa démission de son poste de présidente du parti, tout en conservant son rôle de ministre des Affaires étrangères.

### Après le gouvernement
Elle est réélue pour un nouveau mandat de députée lors des élections législatives de septembre 2011 lors desquelles le Parti populaire conservateur ne remporte que huit sièges, le pire résultat de son histoire, et retourne dans l'opposition.
En août 2014, elle retrouve un rôle de premier plan au sein du Parti populaire conservateur en devenant la porte-parole politique du grope parlementaire dans la réorganisation qui suit la démission de Lars Barfoed de la présidence du mouvement. Après avoir relativement marginalisée au sein du parti depuis la fin de son leadership en 2011, elle est alors perçue comme le bras droit du nouveau président du parti, Søren Pape Poulsen. En novembre, elle annonce finalement démissionner du Folketing en cours de législature pour rejoindre le secteur privé, comme directrice de l'association danoise des cabinets d'architecte.
En juin 2016, elle devient présidente du conseil d'administration de l'université d'Aalborg. Elle conserve ce rôle jusqu'en juin 2022.